# Морау (Клуж)
Морау (рум. Morău) насеље је у Румунији у округу Клуж у општини Корнешти. Oпштина се налази на надморској висини од 330 m.

## Становништво
Према подацима из 2002. године у насељу је живело 84 становника, од којих су сви румунске националности.